# Bryssel calling
Bryssel calling är ett svenskt dokumentärt TV-program i sju delar som sändes i Sveriges Television hösten 2020. I serien följs de fyra svenska Europaparlamentarikerna Alice Bah Kuhnke (MP), Fredrick Federley (C), Jytte Guteland (S) och Sara Skyttedal (KD) under ett års tid i samband med deras arbete i Europaparlamentet i Bryssel. Programmet hade premiär 10 november 2020 i SVT1 och producerades för Sveriges Television av produktionsbolaget Faktabruket.

## Avsnitt
| Nr | Sändningsdatum (SVT1) | Avsnittstitel                 |
| -- | --------------------- | ----------------------------- |
| 1  | 10 november 2020      | Kampen om platserna           |
| 2  | 17 november 2020      | Den bästa dealen              |
| 3  | 24 november 2020      | Vardagsliv och kommissionärer |
| 4  | 1 december 2020       | På resande fot                |
| 5  | 8 december 2020       | Bye Bye Britain               |
| 6  | 15 december 2020      | Corona                        |
| 7  | 17 december 2020      | Återkomsten                   |